# Euploea transpectus
Euploea transpectus är en fjärilsart som beskrevs av Moore 1883. Euploea transpectus ingår i släktet Euploea och familjen praktfjärilar. Inga underarter finns listade i Catalogue of Life.